# Mihail Roller
Mihail Roller (Buhus, 1908. május 6. – Bukarest, 1958. június 21.) zsidó származású román kommunista aktivista, áltörténész, a sztálinizmus egyik fő ideológusa. A második világháborút követő kommunista berendezkezés után ő írta a hivatalos román történelemkönyveket, mely a szovjetbarát államideológiának megfelelően az egész román történelmet újraértelmezte a marxizmus–leninizmus tükrében, és a románokat is szláv népnek próbálta beállítani. A desztalinizáció hozta szemléletváltással a Roller-féle áltörténelem kezdett kényelmetlenné válni a párt számára; Rollert mondvacsinált okok miatt felmentették pozícióiból, és nem sokkal utána meghalt.

## Életpályája
Az elemi iskolát szülővárosában, a középiskolát Bákóban végezte, majd Berlinben és Párizsban mérnöki képesítést szerzett. Már fiatalon az internacionalista, kommunista eszmék híve lett, és Romániába való hazatérése után belépett az akkor még illegalitásban működő Román Kommunista Pártba. Az 1940-es évek elején Moszkvában történelmet tanult (bár történészi diplomát sohasem szerzett) majd az 1944-es román átállás után ismét visszatért Romániába.
1947-ben megírta az Istoriei Republicii Populare România (A Román Népköztársaság története) munkáját, mely az új ideológiát szolgálta, és közel egy évtizeden keresztül az ország hivatalos történelemszemléletét képezte. 1946–1953 között a történelmet, tudományt, és kultúrát felügyelő agitprop osztály tagja volt; egyike azoknak az embereknek, akik lefektették a román kommunizmus alapjait, eltisztították a régi intellektuális elitet, felszámolták a román nemzeti értékeket és hagyományokat. A Román Akadémia tagjaként Roller az akadémia és a párt történelmi intézeteinek igazgatójaként tevékenykedett.
1956-tól a párt elhatárolta magát a Roller-féle történelemszemlélettől. Roller karrierje hanyatlani kezdett, kiesett a párt kegyeiből, pozícióiból felmentették. A Román Munkáspárt 1958-as plenáris ülésén azzal vádolták, hogy a történelmi intézet egyik megbeszélésén reakciós személyeket engedett felszólalni. Az ülés után néhány nappal elhunyt, egyesek szerint öngyilkos lett.

## Munkássága
Mélyen hazafiatlannak tartott történelemkönyvei tele vannak hamisításokkal (bár megjegyzendő, hogy Roller ezeket nem saját indíttatásból írta, hanem a korabeli eszmék követelték meg). Szerinte az orosz nép befolyásolta a románok minden tettét és teljesítményét, például a román nyelv születését, a román államok kialakulását, a kereszténység felvételét. Az egész román nép történelmét – még a dák–római háborúkat is – az osztályharc tükrében mutatja be, mely szerinte az egész emberi fejlődés mozgatórugója volt.

### Művei
- 1848 în Principate
- Anul revoluționar 1848
- Anul revoluționar 1848 în Moldova
- Ana Ipătescu
- Cugetători și luptători ruși din secolul al XIX
- Despre pedagogia în URSS
- Eroicul și sângerosul 1907
- Evenimentele premergătoare anului 1877
- Figuri din Revoluția franceză 1789–1794
- L'héroisme du peuple roumain dans sa lutte pour indépendence 1877–1878
- Istoria RPR
- Moldova
- Nicolai Zuber Petrovici
- Documente din mișcarea muncitorească
- Documente privind istoria României
- Războiul pentru independență
- Starea economică și social-politică în ajunul anului 1877
- Transilvania
- Țara Românească
- Studii și note științifice privind istoria României